# Conjecture de Dixmier
En algèbre la conjecture de Dixmier, posée par Jacques Dixmier en 1968, énonce que tout endomorphisme d'une algèbre de Weyl est un automorphisme.
Tsuchimoto en 2005, et indépendamment Belov-Kanel et Kontsevich en 2007, ont montré que la conjecture de Dixmier est stablement équivalente à la conjecture jacobienne.